# Sykstyny
Sykstyny (niem. Sixtin) – mała osada mazurska w Polsce położona w województwie warmińsko-mazurskim, w powiecie kętrzyńskim, w gminie Kętrzyn.
W latach 1975–1998 miejscowość administracyjnie należała do województwa olsztyńskiego.
Sykstyny należą do sołectwa Salpik. W roku 2000 Sykstynach było 25 mieszkańców.